# 仮面ライダースーパー1 (曲)
「仮面ライダースーパー1」（かめんライダースーパーワン）は、高杉俊价およびこおろぎ'73のシングル。1980年11月1日に日本コロムビアから発売された。型番はCK-576。

## 概要
表題曲「仮面ライダースーパー1」は、テレビドラマ（特撮番組）『仮面ライダースーパー1』のオープニングテーマとして使用された。カップリングには、同じく高杉俊价が歌う同作前期エンディングテーマ「火を噴けライダー拳」が収録されている。
また、2011年9月21日に発売された「COMPLETE SONG COLLECTION OF 20TH CENTURY MASKED RIDER SERIES 07 仮面ライダースーパー1」にて、新たなアレンジと高杉俊介の再歌唱による「仮面ライダースーパー1(2011ver.)」「火を噴けライダー拳(2011ver.)」「ファイブハンドロック(2011ver.)」の3曲が収録されている。

## 収録曲
（全作曲・編曲：菊池俊輔）
1. 仮面ライダースーパー1
歌：高杉俊价
作詞：石ノ森章太郎
  - 特撮番組『仮面ライダースーパー1』オープニングテーマ。
2. 火を噴けライダー拳
歌：高杉俊价
作詞：八手三郎
  - 特撮番組『仮面ライダースーパー1』エンディングテーマ。

## カバー
『ぼくらのアニメ全曲集』（K18H-4041、1981年）などに収録。
- 鈴木康夫 - キングレコードによる「仮面ライダースーパー1」を収録。

『最新アニメ・ベスト28』（K30H-4048、1981年）などに収録。
- たいらいさお - スターチャイルド（キングレコード）による「仮面ライダースーパー1」を収録。

『主題歌ヒットソング大行進'81』（20AH-1329、1981年）などに収録。
- 福沢良、フォーリーズ - CBS・ソニー（ソニー・ミュージックレコーズ）による「仮面ライダースーパー1」を収録。編曲：渡辺博史。

『おはようスパンク 仮面ライダースーパー1 テレビアニメ人気主題歌集』（JBX-2009、1981年）などに収録。
- 宮内良 - ビクターレコード（ビクターエンタテインメント）による「仮面ライダースーパー1」を収録。